# Oostwinkel
Oostwinkel is een dorp in de Belgische provincie Oost-Vlaanderen en een deelgemeente van Lievegem, het was een zelfstandige gemeente tot aan de gemeentelijke herindeling van 1977. Oostwinkel ligt in het Meetjesland. Door het oosten van Oostwinkel loopt het Schipdonkkanaal.

## Geschiedenis

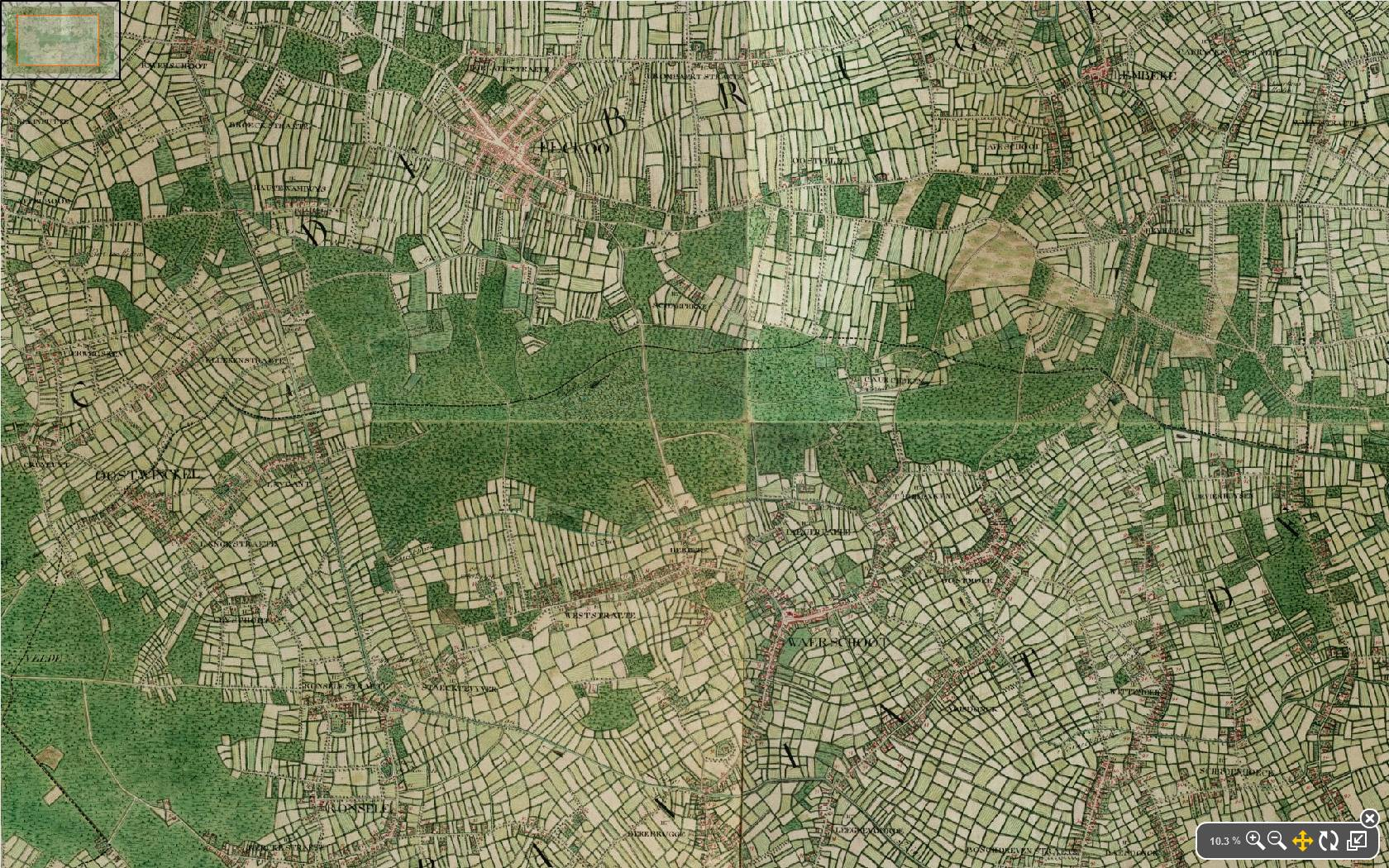
Oostwinkel op de Ferrariskaart, 1775

Oude vermeldingen van het dorp gaan terug tot 1216 als Wostwinle en 1220 als Wostwinkala. De naam zou zijn oorsprong kennen in de Germaanse woorden "wostu" (woest) en "winkila" (uithoek). Halverwege de 13de eeuw werd Oostwinkel een zelfstandige parochie, toen het werd afgesplitst van Zomergem.
In 1251-1269 werd ten oosten van Oostwinkel in een bestaande beek de Lieve uitgegraven. In 1855 werd de Lieve er verder uitgediept als onderdeel van het Schipdonkkanaal.
In 1942 heeft Gérard Romsée Oostwinkel gefusioneerd met Eeklo, dat werd bij de bevrijding teruggedraaid. Op 1 januari 1977 werd de toenmalige gemeente Oostwinkel bij Zomergem gevoegd. Op 1 januari 2019 werd de gemeente Zomergem, inclusief Oostwinkel, op haar beurt onderdeel van de gemeente Lievegem.

## Demografische ontwikkeling
- Bronnen:NIS, Opm:1831 tot en met 1970=volkstellingen; 1976 = inwoneraantal op 31 december

## Bezienswaardigheden

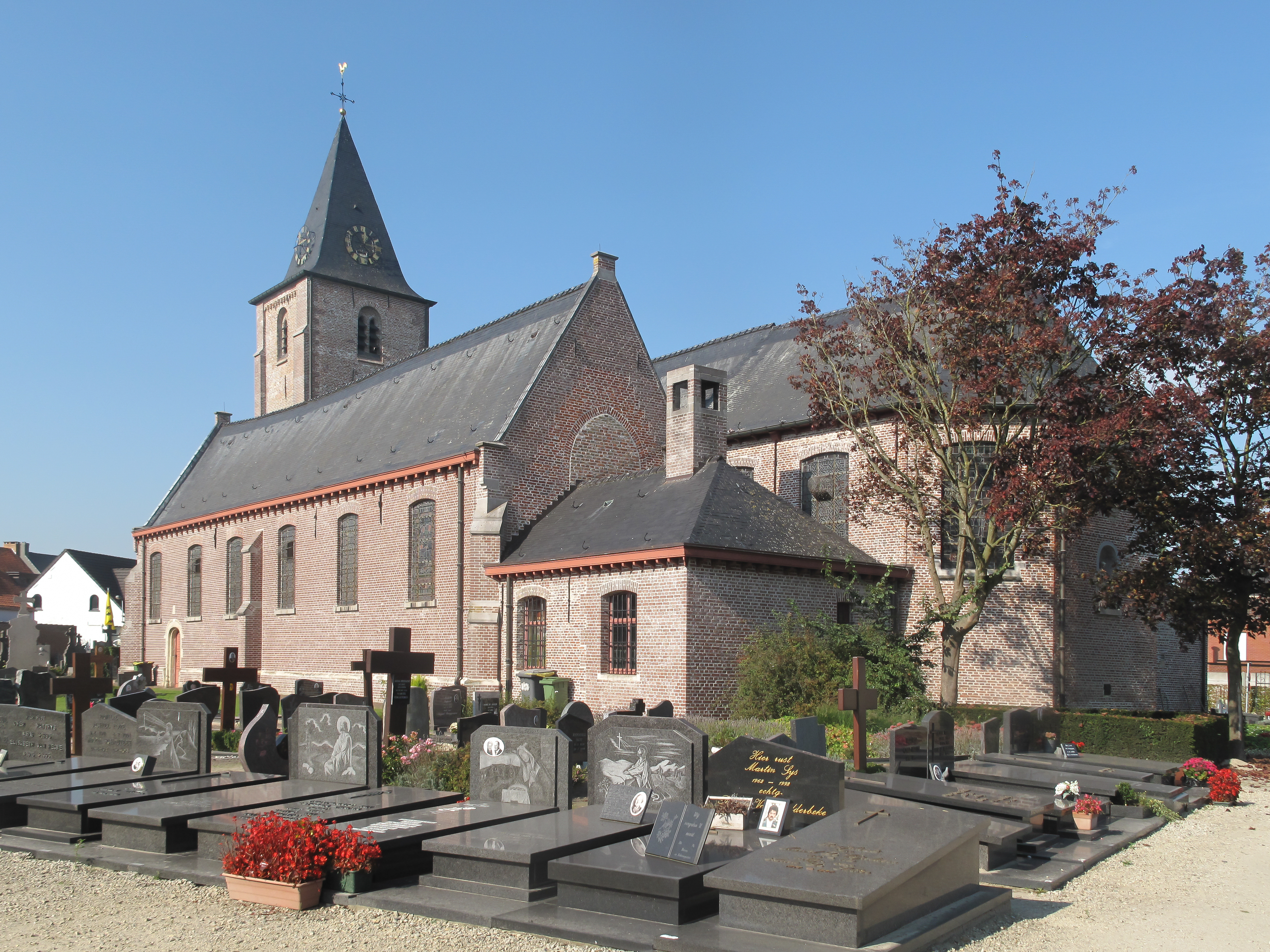
Sint-Jan Onthoofdingkerk

- De Sint-Jans Onthoofdingkerk dateert uit de 15de eeuw en werd in de 18de eeuw sterk verbouwd.
- Het Kasteelgoed.

## Natuur en landschap
Oostwinkel ligt in Zandig Vlaanderen op een hoogte van ongeveer 12 meter. De hoogte varieert van 6 tot 19 meter. In het oosten bevond zich de Lieve, welke omstreeks 1855 opgenomen werd in het Schipdonkkanaal.
In de omgeving liggen een aantal bossen, namelijk Het Leen in het noordoosten, het Keigatbos in het zuidwesten, en het Drongengoedbos in het westen.

## Nabijgelegen kernen
Adegem, Eeklo, Ronsele, Ursel, Zomergem, Waarschoot